# 井上雅晴
井上雅晴（いのうえ　まさはる）は、日本のゲームと映像プロデューサー。 神奈川県横浜市生まれ。
（株）アイビー・アーツの元代表取締役。
音楽制作、映像演出、企画、コーディネート。

## 主なプロデュースゲーム
- PS版レースゲーム「ランニングハイ」サウンドプロディース
- PS版ADVゲーム「あれ！も　これ？も桃太郎」プロデュース
- PS版ADVゲーム、「イバラード」プロデュース
- Win版「Dob」プロデュース
- PS／SS版ADVゲーム「R?MJ」PGプロデュース
- Win版「ダールンのきままな旅」プロデュース
- PS版シミュレーションゲーム「アストロノーカ」PGプロデュース
- PS版実写ゲーム「ユーラシアエクスプレス殺人事件」プロデュース
- 格闘ゲーム「餓狼伝説3」PS版移植プロデュース
- PS2「トロと休日」企画原案・制作
- Wii用ソフト「World of Golden Eggs」
- PS3用ソフト「パチスロ戦国無双」
- PS3用ソフト「メガゾーン23」
- PS2「ボボボーボ・ボーボボ」
- Yamasa「パチスロ戦国無双」
- ソーシャルゲーム  「PARTY CASTLE」（Square Enix）  「Tumo」（West）  「がーるずパラダイス」（GungHo）  「アルマ国境警備隊｣(Yahoo)  「Dark Dungeon」（NHN Japan）  「汚職列島ZIPANG」（DMM）  「対戦★ボンバーマン８」（Hudson）  「対戦☆麻雀」（Hudson）  「アイドル対戦麻雀」（日本エンタ）
- スマホアプリ  「玉入れ」（NHN Japan）  「バブルワード」  「iTomoca」  「菊の字、まいる！」　他。
- ノベル作成ツール Tomoca  WEBページ上で作れるＳＮＳサービス  スマートフォンにも対応  「iTomoca」で配信

## 主な映像制作
- 日本科学未来館上映番組	｢新しい眺め｣
- 松竹	｢新しい風｣
- 日本テレビ	｢サイコドクター｣
- テレビ東京 おはスタ「サルゲッチュ」
- フジテレビ	｢2000年衆議院総選挙速報｣
- NHK	｢生きもの地球紀行　南米唯一の有袋類｣
- 沖縄テレビ	｢2000年トライアスロン｣
- ラジオドラマ「ディープフィア」プロデュース
- ラジオ番組「オーパスインターネットカフェ」企画・制作・出演
- 教育ビデオ  ｢小学校算数教材ビデオ全１４巻｣  番組制作  ｢第12回ジャパンエキスポ｣  ドラマＣD ｢Ｄｅｅｐ Ｆｅａｒ｣  ＦＭラジオ  ｢オゥパスインターネットカフェ｣